# Masaya Yamamoto
Masaya Yamamoto (født 23. oktober 1991) er en japansk fodboldspiller.
Han har spillet for flere forskellige klubber i sin karriere, herunder YSCC Yokohama.